# 諾伯恩 (密蘇里州)
諾伯恩（英語：Norborne）是位於美國密蘇里州卡羅爾縣的城市。

## 人口
根據2020年美國人口普查的數據，諾伯恩的面積為1.68平方千米，皆為陸地。當地共有人口634人，而人口密度為每平方千米377人。